# Bamhani
Bamhani es una localidad de la India en el distrito de Mandla, estado de Madhya Pradesh.

## Geografía
Se encuentra a una altitud de 464 m s. n. m. a 428 km de la capital estatal, Bhopal, en la zona horaria UTC +5:30.

## Demografía
Según estimación 2010 contaba con una población de 10 947 habitantes.